# Louny (distrito)
Louny é um distrito da República Checa na região de Ústí nad Labem, com uma área de 1.118 km² com uma população de 88.247 habitantes (2009) e com uma densidade populacional de 78 hab/km².

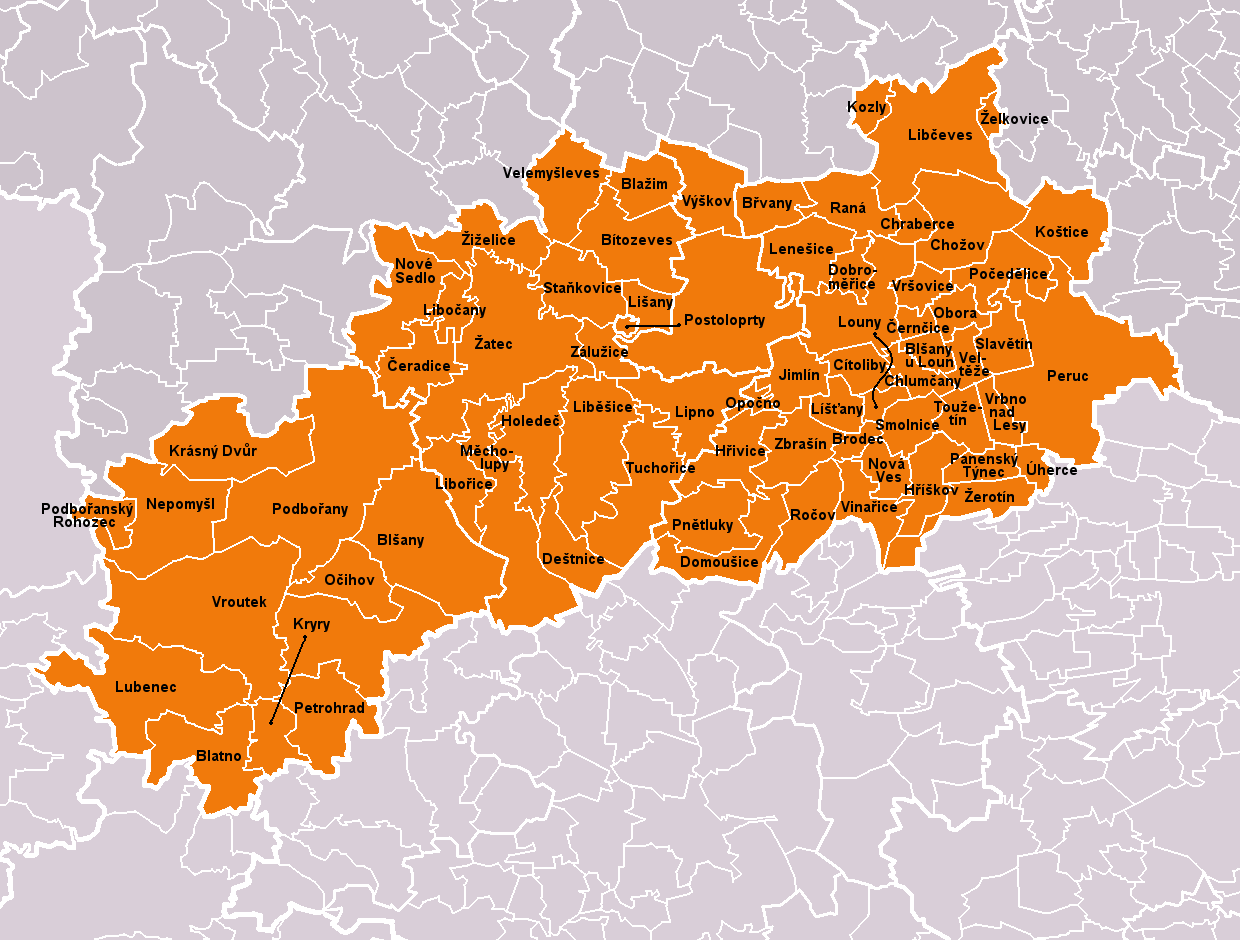